# Francisca Guarch Folch
Francisca Guarch Folch, född 1857, död 1930, var en spansk soldat. Hon deltog som carlistsoldat i tredje carlistkriget 1872-1876 och blev känd som 'Castellforts hjältinna'. 